# Amagá
Amagá là một khu tự quản thuộc tỉnh Antioquia, Colombia. Thủ phủ của khu tự quản Amagá đóng tại Amagá Khu tự quản Amagá có diện tích 84 ki lô mét vuông. Đến thời điểm ngày 28 tháng 5 năm 2005, Amagá có dân số 22579 người.